# Římskokatolická farnost Ostrava-Hošťálkovice
Římskokatolická farnost Ostrava-Hošťálkovice  je farnost římskokatolické církve v děkanátu Ostrava ostravsko-opavské diecéze.
Farním kostelem je kostel Všech svatých v Hošťálkovicích, původně barokní kostel z roku 1793, postavený na místě staršího dřevěného a podstatně přestavěný v novorománském slohu roku 1903. Ve Lhotce ja obecní kaple z roku 1889.

## Historie
Kostel a podací právo k němu se zmiňují v zemských deskách k roku 1505, farnost výslovně pak roku 1588. Tehdy zde byl farářem Jan Kuranda, který však již při svém svěcení byl ženat, což vratislavskému biskupovi zatajil, a olomoucký biskup Stanislav Pavlovský byl na naléhání papežského nuncia nucen věc vyšetřovat. V roce 1630 se zde zmiňuje kněz Adam Drikovic, pak však nebyla obsazena a v roce 1672 byla i formálně přivtělena k hlučínské farnosti. Dřevěný kostel Všech svatých se stal filiálním kostelem.
Na počátku 20. století usilovala obec o zřízení samostatné farnosti: v letech 1902–1903 byl přestavěn a rozšířen kostel a roku 1906 vystavěna nová fara. K 1. lednu 1907 pak byla v Hošťálkovicích zřízena expozitura hlučínské farnosti. Prvním lokálním kaplanem se stal P. Karel Muschalek, ale již od podzimu roku 1907 zde čtyřicet let působil P. Jan Kaluža. Mezitím v roce 1919 byla hošťálkovická expozitura povýšena na samostatnou faru.
K obvodu farnosti patřily zřejmě již v raném novověku a opět po obnovení samostatné farnosti vesnice Hošťálkovice a Lhotka; obě jsou od 24. dubna 1976 částmi města Ostravy.
Území pozdější farnosti Hošťálkovice patřilo v 17. století k děkanátu Opava, od roku 1671 k nově zřízenému děkanátu Hlučín, u kterého zůstala i nově zřízená farnost až do poslední čtvrtiny 20. století. Teprve poté, co roku 1976 obec Hošťálkovice integrovala k Ostravě, byla i farnost přidělena k děkanátu Ostrava (do roku 1978 děkanát Moravská Ostrava). Do roku 1996 byla součástí arcidiecéze olomoucké, od uvedeného roku pak nově vytvořené diecéze ostravsko-opavské.
Od 1. července 1996 dosud (2013) je farářem farnosti Ostrava-Hošťálkovice Libor Botek.

## Faráři v Hošťálkovicích
Duchovní správci hošťálkovické farnosti:
- 1588 Jan Kuranda
- 1621 Jan
- 1630 Adam Drikovic

- 1907–1907 Karel Muschalek, lokální kaplan
- 1907–1947 Jan Kaluža, do 1919 lokální kaplan
- ?–1955 Josef Šostek
- 1955– František Zigal
- ?–? František Hrnčiřík
- ?–1984 Vladimír Poláček
- 1984–1996 farnost spravována excurrendo, do roku 1988 z farnosti Hlučín a od té doby z Mariánských Hor
- od 1996 Libor Botek